# Self Entitled
Self Entitled is het twaalfde studioalbum van de Amerikaanse punkband NOFX. Het album werd uitgebracht op 11 september 2012 door Fat Wreck Chords.

## Nummers
1. "72 Hookers" - 3:36
2. "I believe in Goddess" - 1:35
3. "Ronnie & Mags" - 2:09
4. "She Didn't Lose Her Baby" - 2:59
5. "Secret Society" - 2:53
6. "I, Fatty" - 1:36
7. "Cell Out" - 2:03
8. "Down With the Ship" - 2:24
9. "My Sycophant Others" - 2:47
10. "This Machine Is 4" - 2:07
11. "I've Got One Jealous Again, Again" - 3:03
12. "X-mas Has Been X'ed" - 2:44

## Band
- Fat Mike - zang, bas en keyboard op de tracks 5 en 6
- El Hefe - gitaar, zang, trombone op track 8
- Eric Melvin - gitaar, zang
- Erik Sandin - drums